# Договір про дружбу та кордон між СРСР та Німеччиною
Договір про дружбу та кордон між СРСР та Німеччиною (нім. Deutsch-Sowjetischer Grenz- und Freundschaftsvertrag; рос. Герма́но-сове́тский догово́р о дру́жбе и грани́це) — договір укладений між Третім Рейхом та Радянським Союзом 28 вересня 1939 року після вторгнення до Польщі армій цих країн. Підписаний міністром закордонних справ Німеччини Йоахімом фон Ріббентропом та Народним комісаром закордонних справ СРСР В'ячеславом Молотовим. Доповнював пакт Молотова — Ріббентропа укладений 23 серпня.

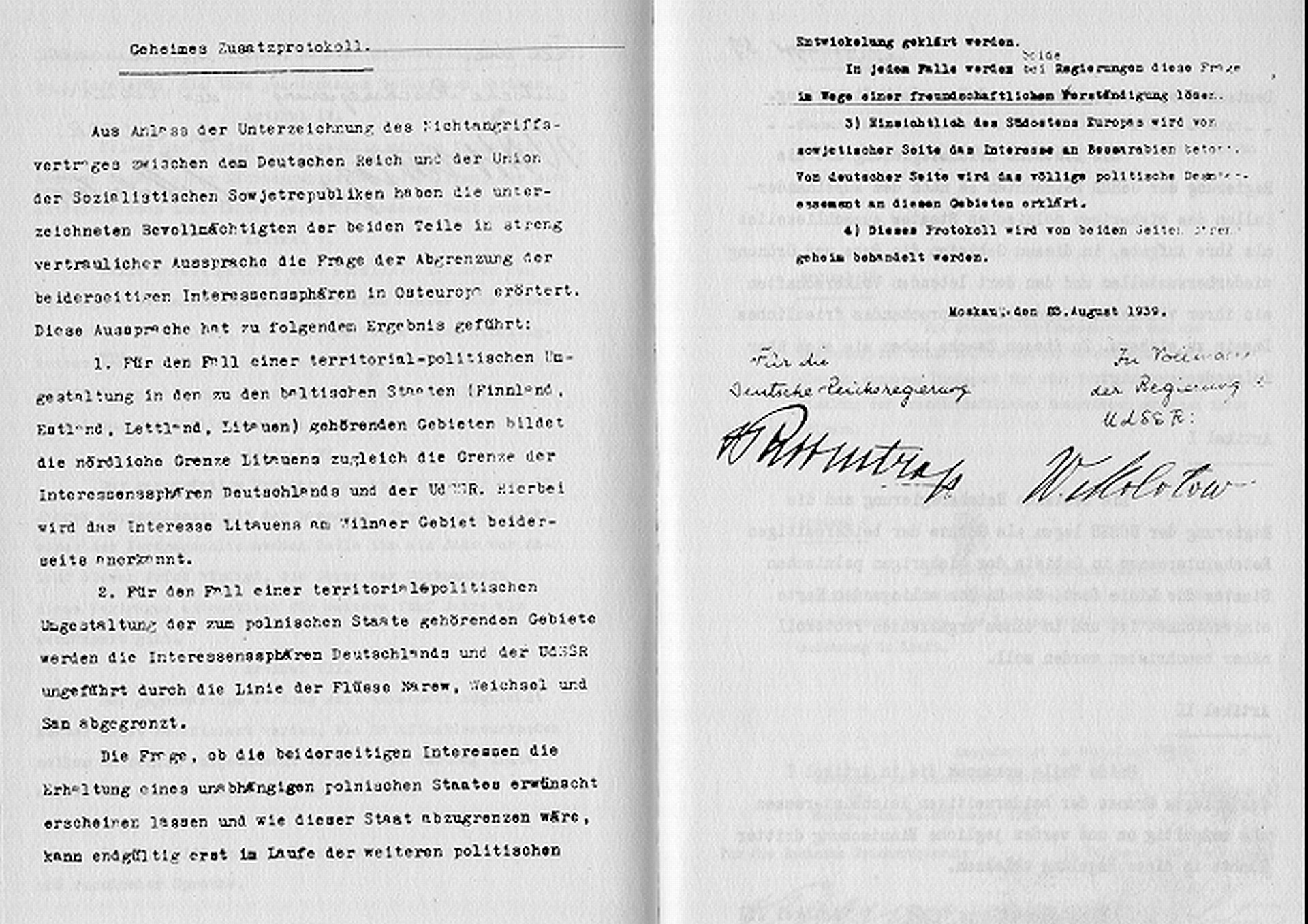
Таємний протокол угоди

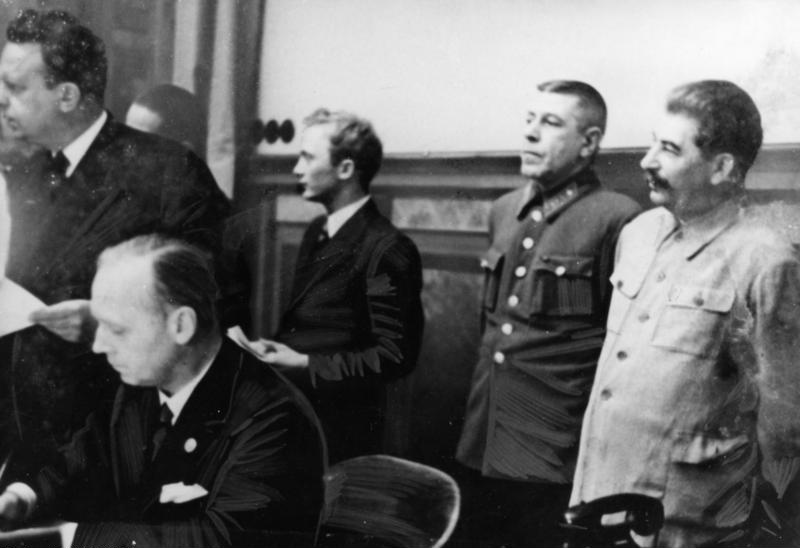
Ріббентроп підписує договір: попереду справа Йосип Сталін, начальник радянського генштабу Борис Шапошніков, секретар радянського посольства в Берліні Перлов, та радянський посол Олександр Шкварцев

На момент підписання в офіційних радянських та німецьких джерелах була оприлюднена лише основна частина договору. Таємні протоколи не розголошувалися.
19 жовтня 1939 (ратифікація Президією ВР СРСР), 
19 жовтня 1939 (ратифікація Гітлером)
 
Обмін ратифікаційними грамотами 14 грудня 1939 (Берлін).

## Таємні статті
До договору додавалося декілька таємних протоколів, у яких регулювалися:
1. Обмін населенням між Радянським Союзом та Німеччиною.
2. Коригування меж сфер впливу, визначених пактом Молотова-Ріббентропа.
3. Спільна політика щодо придушення польського національного руху.

При наступі Вермахту на Польщу, під контролем Німеччини опинилось Люблінське воєводство та східна частина Варшавського воєводства (включно з українськими етнічними землями Холмщина і Підляшшя), які мали належати до сфер впливу Радянського Союзу згідно з пактом Молотова-Ріббентропа, а тому німецькі війська відходили і передавали вказану територію Червоній Армії. СРСР запропонував передати Литву у свою сферу впливу в обмін на території, що спочатку відійшли СРСР згідно з пактом Молотова-Ріббентропа. Німеччина погодилася, за винятком частини Сувалкійського району. З 5 по 12 жовтня радянські війська відходили на лінію нового кордону. 16 жовтня кордон взяли під охорону війська НКВС. СРСР висунув Литві ультиматум, вимагаючи розміщення радянських військових баз на її території. 15 червня 1940 року Червона Армія окупувала країну, після чого була проголошена Литовська РСР.

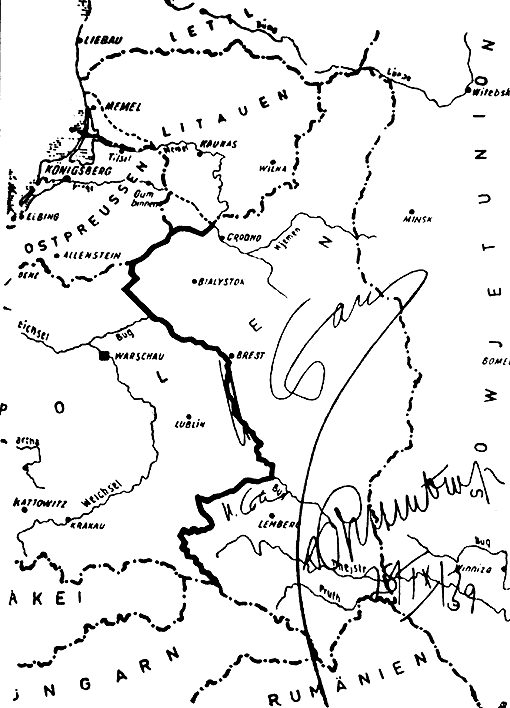
Доповнення до договору. Карта, на якій Польщу поділено на радянську та німецьку окупаційні зони.

## Наслідки та пов'язані події
31 серпня 1940 року у Берліні був підписаний Договір між СРСР і Німеччиною щодо прикордонних правових відносин на державному кордоні, встановленому відповідно до Договору про дружбу та кордон між СРСР та Німеччиною від 28 вересня 1939 року.
10 січня 1941 року були укладений договір про радянсько-німецький кордон від річки Ігорки до Балтійського моря, а також угоди про переселення етнічних німців до Німеччини з Литовської, Латвійської та Естонської РСР. Ці угоди включали положення про організацію переселення та врегулювання майнових питань, пов'язаних з цим переселенням.

## Припинення дії
Договір про дружбу та кордон між СРСР і Німеччиною де-факто втратив чинність після нападу Німеччини на СРСР 22 червня 1941 року. 30 липня 1941 року СРСР підписав з польським еміграційним урядом Угоду Сікорського-Майського, яка скасовувала радянсько-німецьке розмежування польських територій.